# Rhododrilus cockaynei
Rhododrilus cockaynei är en ringmaskart som beskrevs av Benham 1905. Rhododrilus cockaynei ingår i släktet Rhododrilus och familjen Acanthodrilidae. Inga underarter finns listade i Catalogue of Life.